# Bambalang
Die Sprache Bambalang (ISO 639-3: bmo; auch bambolang, mboyakum, tschirambo) ist eine bantoide Sprache, die zusammen mit acht anderen Sprachen die Nun-gruppe innerhalb der Mbam-Nkam-Sprachen bildet.
Das Bambalang wird von insgesamt 29.000 Personen (2008) in der Kameruner Region Nordwesten im Departement Ngo-Ketunjia in der Stadt Ndop gesprochen.